# Alexander Island (Nunavut)
Alexander Island − jedna z wysp Archipelagu Arktycznego w kanadyjskim terytorium Nunavut. Jej powierzchnia wynosi 484 km². Znajduje się na południe od wysp Massey i Île Marc, a na północ od Wyspy Bathursta.